# Turbo 919
Turbo 919 è l'album di debutto del produttore discografico statunitense Sean Garrett. Si tratta del suo primo lavoro come cantante e comprende collaborazioni con Ludacris, Lil Wayne, Akon, e Pharrell. Due brani presenti nell'album sono stati estratti come singoli, Grippin' ed un remix di 6 in the Morning featuring Rick Ross.

## Tracce
1. Deep Sleep (Intro) (Sean Garrett, Kennard Garrett) – 1:12
2. What You Doin' With That (S. Garrett, K. Garrett) – 3:34
3. Come On In (featuring Akon) (S. Garrett) – 4:46
4. Girlfriend Ringtone (featuring Lil Wayne) (S. Garrett, Lil Wayne) – 4:41
5. Turbo 919 (Christian Karlsson, Pontus Winnberg, Henrik Jonback, S. Garrett) – 3:32
6. I Still Believe (Interlude) (S. Garrett, K. Garrett) – 1:34
7. Lay Up Under Me (Garrett, Mikkel Eriksen, Tor Hermansen) – 4:28
8. On the Hood (Bobby Ross Avila, Issiah J. Avila, S. Garrett) – 4:29
9. She Likes Me (Interlude) (S. Garrett, K. Garrett, Raymond Rayza Oglesby) – 1:34
10. 6 in the Morning (L.O.S, S. Garrett) – 3:45
11. Grippin' (featuring Ludacris) (S. Garrett, Christopher Brian Bridges) – 3:40
12. Patrón (featuring Pharrell) (S. Garrett, Pharrell Williams) – 3:08
13. Pretty Girl (S. Garrett, Rodney ''Darkchild'' Jerkins) – 4:06
14. Why (S. Garrett, Samuel Gerongco, Robert Gerongco) – 3:49
15. One Day (S. Garrett, Bobby Ross Avila, Issiah J. Avila, Juan Najera) – 3:43